# James P. Allison
James P. Allison (7 de agosto de 1948) es un inmunólogo estadounidense. Ocupa la cátedra de Inmunología y es el director ejecutivo de la plataforma de inmunoterapia en el M. D. Anderson Cancer Center. Sus descubrimientos se orientan hacia nuevos tratamientos para los tipos de cáncer más letales en humanos. Dirige el consejo científico asesor del Cancer Research Institute (CRI). Sus investigaciones se centran en los mecanismos de desarrollo y activación de las células T, el desarrollo de estrategias novedosas de inmunoterapia ante tumores, y es reconocido como la primera persona en aislar el complejo proteico receptor de antígeno de los Linfocitos T. En 2017, fue galardonado con el Premio Fundación BBVA Fronteras del Conocimiento en la categoría de Biomedicina. En 2018, ganó el Premio Nobel de Fisiología o Medicina junto con Tasuku Honjo.

## Biografía
Allison nació el 7 de agosto de 1948 en Alice (Texas), el menor de los tres hijos de Constance Kalula (Lynn) y Albert Murphy Allison. Su profesor de matemáticas de octavo curso le inspiró para seguir una carrera científica, por lo que pasó un verano en un programa de formación científica de verano financiado por la National Science Foundation en la Universidad de Texas, Austin, y completó el bachillerato de biología por correspondencia en el Alice High School. Allison se licenció en microbiología por la Universidad de Texas, Austin, en 1969, donde fue miembro de la fraternidad Delta Kappa Epsilon. En 1973 se doctoró en Ciencias Biológicas, también por la Universidad de Texas Austin, como alumno de G. Barrie Kitto.

## Trayectoria profesional
De 1974 a 1977, Allison trabajó como becario postdoctoral en la Clínica y Fundación de Investigación Scripps de California. Después trabajó como bioquímico adjunto y profesor adjunto en el MD Anderson hasta 1984. Fue nombrado profesor de inmunología y director del Laboratorio de Investigación del Cáncer de la Universidad de California en Berkeley en 1985 y, simultáneamente, profesor de la Universidad de California en San Francisco desde 1997.
En 2004, se trasladó al Memorial Sloan-Kettering Cancer Center (MSKCC) de Nueva York para convertirse en director del Ludwig Center for Cancer Immunotherapy y presidente del programa de inmunología, así como de la cátedra Koch de estudios inmunológicos e inmunólogo adjunto del Memorial Sloan-Kettering Cancer Center. Fue profesor de Weill Cornell Medicine y copresidente del Departamento del Programa de Posgrado en Inmunología y Patogénesis Microbiana de la Escuela de Posgrado en Ciencias Médicas Weill Cornell de 2004 a 2012, y también investigador del Instituto Médico Howard Hughes (HHMI) hasta 2012, cuando lo dejó para incorporarse al M. D. Anderson Cancer Center en 2012. Desde 2012 es catedrático de Inmunología en el M. D. Anderson.
Es miembro de la Academia Nacional de Ciencias y de la Academia Nacional de Medicina (antes Instituto de Medicina), y es miembro de la Academia Americana de Microbiología y de la Asociación Americana para el Avance de la Ciencia. Es director del Consejo Asesor Científico del Instituto de Investigación del Cáncer. Anteriormente fue presidente de la Asociación Americana de Inmunólogos[cita requerida] y forma parte del Consejo Asesor de Investigación de Candel Therapeutics y Lytix Biopharma.

## Premios y reconocimientos
En 2011 Allison ganó el Premio Jacob Heskel Gabbay de Biotecnología y Medicina y fue galardonado con el Premio a la Trayectoria de la Asociación Americana de Inmunólogos. En 2013 compartió el Premio Novartis de Inmunología Clínica. En 2014 compartió el primer Premio Tang de Ciencias Biofarmacéuticas con Tasuku Honjo, ganó el 9º Premio Anual Szent-Györgyi al Progreso en la Investigación del Cáncer de la Fundación Nacional para la Investigación del Cáncer, recibió el Premio Breakthrough de 3 millones de dólares en Ciencias de la Vida, el Premio Internacional Gairdner de Canadá, el Premio Louisa Gross Horwitz, el Premio Massry y el Premio Harvey del Instituto Tecnológico Technion de Haifa. En 2015, recibió el Premio Lasker-DeBakey de Investigación Médica Clínica y el Premio Paul Ehrlich y Ludwig Darmstaedter.
En 2017 recibió el Premio Wolf de Medicina, el Premio de la Fundación Warren Alpert y el Premio Balzan de Enfoques Inmunológicos en la Terapia del Cáncer (este premio conjuntamente con Robert D. Schreiber). En 2018 recibió el Premio Internacional Rey Faisal de Medicina, la Medalla Jessie Stevenson Kovalenko y el Premio del Centro Médico de Albany de Medicina e Investigación Biomédica. Recibió el premio Golden Plate de la Academia Estadounidense de Logros en 2019.

## Premio Nobel 2018
Junto con el inmunologo japonés Tasuku Honjo, recibieron en conjunto el Premio Nobel en Fisiología/Medicina en el año 2018, por sus descubrimiento del tratamiento del cánceer mediante la inhibición negativa de la regulación inmune. Fue sujeto en el documental de 2019 Jim Allison: Descubrimiento" dirigido por Bill Haney. Allison recibio el Premio Golden Plate de la Academia Estadounidense de Logros en 2019.